# Ian Buchan
Ian Buchan, né en 1920 et mort en 1965, est un entraîneur écossais de football.

## Biographie
Il entraîne l'équipe d'Everton entre 1956 à 1958. À la suite du départ de Cliff Britton, il est nommé par le comité de direction du club d'Everton comme « entraîneur en chef » bien qu'il exerce sans en avoir formellement le titre le rôle de manager. Après six défaites d'affilée, il est licencié par le comité du club en 1958. Il retourne alors en Écosse et y trouve la mort dans un accident automobile en 1965 à l'âge de 45 ans. 